# セレオ国分寺

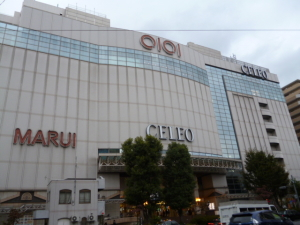
セレオ国分寺

セレオ国分寺（セレオこくぶんじ）は、東日本旅客鉄道（JR東日本）グループの「株式会社JR中央線コミュニティデザイン」が、国分寺駅で運営する商業施設である。2013年10月25日に「国分寺エル」から「セレオ国分寺」に名称変更した。

## 概要
1989年3月1日、国分寺駅の8階建て駅ビル「国分寺エル」としてオープンした。開業当初から、駅ビルの多くは丸井国分寺店が占め、1-3階の半分と、8階のレストラン・美容・理容フロアのみがエルという形をとっていた。
2003年9月18日に大改装を行った。駅ビルは9階建てになり、丸井国分寺店は「マルイファミリー国分寺」となり、エルは1-3階の半分と、8階の書籍・CD・美容・理容フロア、9階のレストラン街を占めるようになった。これと同時に、1台のエレベーターが、地下1階・1階・8階・9階のみに停止する「特快エレベーター」となった。この名称は、国分寺駅を通る中央線快速電車に運行される種別にちなんだものである。ただし、外壁のOIOIロゴは更新されておらず、〇の右下が切れた、"CICI"ロゴのままである（関東地方では、2025年7月27日の柏マルイ閉店後は、当店と吉祥寺店のみが該当する）。
また2006年にも改装を行い、駅自由通路から2階へのエスカレーターが新設された。
2008年には1-5階の半分と6-9階の部分を占めるまでに店舗面積を拡大し、マルイファミリー国分寺は規模を縮小した上で「国分寺マルイ」となった。この改修の際に、特快エレベーターが6階・7階に停止するようになり、「快速エレベーター」に改められた。
2013年10月25日には、運営会社であるJR東京西駅ビル開発株式会社が展開する駅ビル「セレオ」に名称変更された。
2016年2月から段階的な大規模改装が行われており、同年4月21日には第1期リニューアルオープンを迎えた。第2期の改装は8月に着手され、同年11月25日にリニューアルオープンを迎えた。その後、2018年11月22日に、第3期のリニューアルオープンを迎えた。

## テナント
詳細は「公式ページフロアガイド」を参照